# Юханес Анюру
Юханес Анюру (на шведски: Johannes Anyuru) е шведски поет, драматург и писател на произведения в жанра драма, лирика и научнофантастичен трилър.

## Биография и творчество
Юханес Анюру е роден на 23 март 1979 г. в Бурос, Швеция. Баща му е от Уганда, а майка му е шведка. Те се запознават в Уганда докато тя работи като доброволец по проект за помощ, а той е пилот. На осемгодишна възраст семейството му се мести от Бурос във Векшьо, където израства в квартал „Арабия“. Започва да пише стихове докато учи в гимназията. Следва в Норшьопинг, но отпада след две години обучение и се премества обратно във Векшьо. По-късно се установява със семейството си на остров Хизинген в Гьотеборг.
През 2003 г. дебютира със стихосбирката „Det är bara gudarna som är nya“ (Само боговете са нови) оценена положително от критиката. В нея използва „Илиада“ на Омир като фон и вдъхновение за изобразяване на имигрантските квартали, а мястото което често се споменава е районът във Векшьо, където е живял като дете. Стихосбирката получава наградата „Златен принц“. Следват стихосбирките му „Омега“ от 2005 г. свързана със смъртта на близък приятел от рак, и „Градовете в залата“ от 2009 г., която описва тъжен социално-политически пейзаж. През 2009 г. е публикувана първата му пиеса „Förvaret“ (Арест) и е поставена в Гьотеборгския градски театър.
Първият му роман „Skulle jag dö under andra himlar“ (Ако умра под друго небе) е издаден през 2010 г. Той е поетична, ясна и проста история за любовта и приятелството, за търсенето на нещо жизнено и смислено, за преследването на собствената сянка, представена чрез връзката на художниците Франсис и Нина.
Романът му „En storm kom från paradiset“ (Бурята която дойде от рая) от 2012 г. се основава на живота на собствения му баща. Той бележи важен пробив в творчеството му и получава литературни награди.
През 2017 г. е издаден антиутопичният му роман „Ще се удавят в сълзите на майките си“. Двама младежи и едно момиче извършват терористично нападение в книжарница в Гьотеборг, където е организирана среща с художник, станал известен с провокативните си карикатури на пророка Мохамед. Когато единият младеж се готви да убие художника, момичето го застрелва. На полицията разказва, че вижда какво става в бъдещето, където мюсюлманите трябва да подпишат договори за гражданство, за да не бъдат наричани врагове на Швеция, и е изпратена в психиатрична клиника. Романът получава шведската награда за художествена литература „Аугуст“ (на името на Аугуст Стриндберг).
Той е женен и има четири деца, като три са на съпругата му от предишен брак. През 2007 г. приема исляма.
Юханес Анюру живее със семейството си в Гьотеборг.

## Произведения

### Самостоятелни романи
- Skulle jag dö under andra himlar (2010)[1][4]
- En storm kom från paradiset (2012)
- De kommer att drunkna i sina mödrars tårar (2017)
Ще се удавят в сълзите на майките си, изд. „Матком“ (2019), прев. Анелия Петрунова
- Ixelles (2022)

### Поезия
- Det är bara gudarna som är nya (2003)[1]
- Omega (2005)
- Städerna inuti Hall (2009)

### Пиеси
- Förvaret (2009) – с Александер Мотури

### Екранизации
- 2015 Det vita folket – пиеса
- 2021 Bellum – The daemon of war – документален